# بتن اسفنجی اتوکلاوی
بلوک سبک بتنی هوادار اتوکلاو شده یا بتن هوادار اتوکلاوی (Autoclaved Aerated Concrete - AAC) که در ساختمان‌سازی با نام هبلکس نیز شناخته می‌شود همان بتن گازی سبک یا متخلخل می‌باشد. این نام برای بتن هوادار تولید شده در اروپا در نظر گرفته شده‌است. در سال ۱۹۲۴ میلادی توسط مهندس آرشیتکت سوئدی اختراع و به جامعه مهندسین معرفی گردید. این بتن هم‌اکنون در اروپا و آمریکا به نام‌های تجاری HEBEL , YTONG یا Siporex ارائه می‌شود و در ساخت و ساز نیز بسیار از آن استفاده می‌شود. این بتن در صنعت ساختمان‌سازی به هبلکس یا سیپورکس و آران لکس معروف است
ساخت این محصول به روش اختلاط و پخت مواد اولیه انجام می‌گیرد.Johan Axel Erikson مهندس آرشیتکت سوئدی پس از آزمایش‌ها متعدد دریافت که اگر عمل آوری این مواد در حرارت و فشار زیاد انجام شود، یک محصول بتنی متخلخل با مقاومت بالا به دست می‌آید که به علت وجود حباب‌های گاز در آن، یک عایق خوب نیز محسوب می‌شود. این محصول پس از تغییراتی در فرمولاسیون Autoclaved Aerated Concrete و به اختصار AAC نام گرفت.

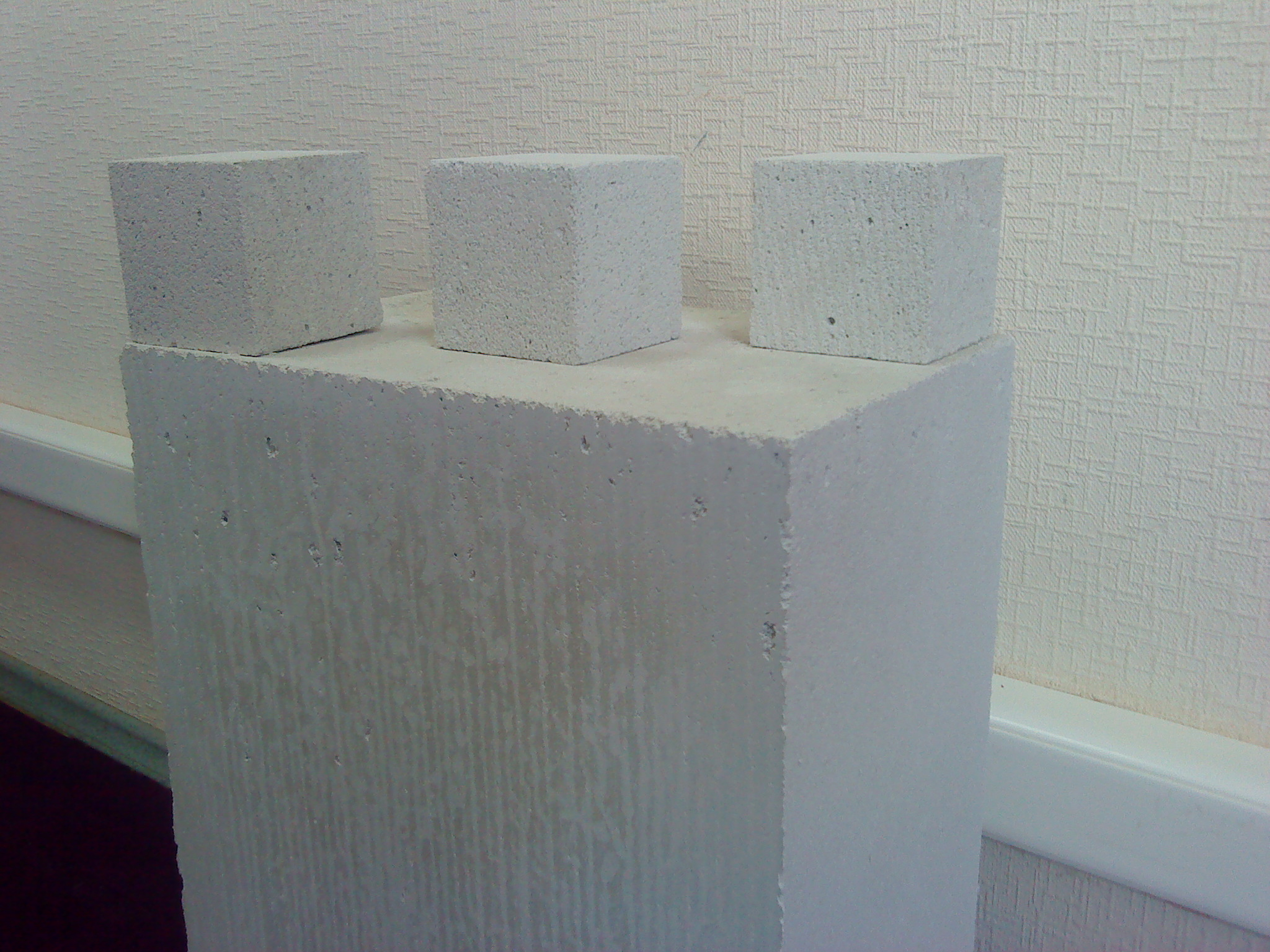

در حدود ۱۹۴۳ آلمانی‌ها نیز از این تکنولوژی استفاده کرده و AAC را تحت نام‌های تجاری مختلف تولید کردند. همگام با سوئد و آلمان، انگلستان نیز خاکستر را جایگزین سیلیس کرد و مدت زیادی است که بلوک AAC تولید شده را در صنعت ساختمان استفاده می‌کنند. در حال حاضر، با تغییرات کوچک در فرمولاسیون و فرایند مربوط به AAC، تغییرات چشمگیری در ساختار آن فراهم آمده و این تغییرات موجب تقویت ویژگی‌های فیزیکی و مکانیکی AAC شده‌است. در سال‌های اخیر بیش از ۴۵۰ تولیدکننده در ۴۱ کشور جهان AAC را تولید و به بازار عرضه می‌کنند.

## مواد اولیه
مواد اصلی تشکیل دهنده بتن هوادار اتوکلاوی، ماسه سیلیسی، آهک، سیمان، پودر آلومینیوم، آب هستند، موادی طبیعی که به وفور یافت می‌شوند. این ترکیب قابل بازیافت و برگرداندن به چرخه تولید هستند.

## نحوه تولید
مهم‌ترین مواد اولیه این نوع بتن سیلیس است که همراه آب به صورت دوغاب درآورده می‌شود و همچنین آهک پخته شده و سیمان می‌باشد و در میکسرهای مخصوص در مدت زمان معلوم می‌باشد و سپس در قالب‌های مورد نظر ریخته خواهند شد.
به‌طور کلی بلوک AAC مخلوطی از سیلیس، سیمان، آهک و مقداری پودر آلومینیوم می‌باشد که در حرارت ۲۰۰ درجه سانتی گراد پخته شده و در ابعاد ۶۰*۲۵*۱۰ ،۶۰*۲۵*۱۲٫۵ ،۶۰*۲۵*۱۵ ،۶۰*۲۵*۲۰ ،۶۰*۲۵*۲۵، ۶۰*۲۵*۳۰ سانتی‌متر و همچنین بسته به نیاز مشتری متغیر تولید می‌شود.

## خط تولید
سیلیس از مهم‌ترین مواد اولیه بتن سبک AAC می‌باشد و از معادن داخل کشور تهیه می‌شود، آهک نیز به صورت فرآوری شده و پخته شده به داخل کارخانه حمل می‌گردد.
در خط تولید بتن سبک یاAAC سه سیلوی نگهداری مواد اولیه وجود دارد که عبارتند از: سیلوی سیلیس، سیلوی آهک و سیلوی سیمان، که مواد اولیه پس از نگهداری در این سیلوها به تدریج وارد خط تولید می‌شوند. سیلیس، آهک و سیمان به وسیلهٔ الواتورهای مخصوص از سطح زیرین سیلوها به داخل آن‌ها منتقل و در مدت زمان مشخص وارد خط تولید می‌شوند.
در نخستین مرحله از تولید بتن سبک، مواد اولیه شامل سیلیس و آب به صورت دوغاب یا گل درآورده می‌شود مواد مورد مصرف شامل سیلیس، آهک و سیمان به صورت خشک پس از توزین مخلوط می‌شوند و در واقع دو آسیاب در این مرحله وجود دارد (آسیاب مواد تر) و (مواد خشک) که پس از مخلوط شدن و فرآوری، مواد به محل قالب ریزی انتقال داده می‌شوند.
پیش از آنکه مواد به قسمت قالب ریزی انتقال یابند به‌دقت توزین شده و در میکسرهای مخصوصی در مدت زمان لازم و مشخص مخلوط می‌شوند.
مرحله بعدی کار مرحله قالب ریزی مواد است که مواد مخلوط شده در داخل قالب‌هایی که هر کدام تقریباً ۳ متر مکعب گنجایش دارند ریخته می‌شوند.. این مواد پس فعل و انفعالات شیمیایی در زمانی مشخص به صورت قالب‌های مورد نظر در می‌آیند این زمان حدود ۳٫۵ ساعت به درازا می‌کشد. اینک زمان آن رسیده‌است تا قالب‌های تولیدی را به خط ریخته‌گری انتقال دهند؛ این قالب‌ها به وسیلهٔ شیفتر به خط ریخته‌گری کارخانه برده می‌شوند تا این مرحله از کار انجام شود.
قالب‌های تولیدی را با مازوت، اندود می‌کنند تا در مرحله ریخته‌گری چسبندگی ایجاد نشود. میزان حرارت موجود و آمادگی قالب‌ها برای خط برش به وسیلهٔ متخصصان کارخانه اندازه‌گیری می‌شود تا پس از اعلام آمادگی قالب‌ها به خط برش منتقل شود. به‌علت تغییراتی که می‌تواند در مواد اولیه رخ دهد، این مواد پیش از ورود به خط، کنترل شده و آزمایش‌های شیمیایی روی آن‌ها انجام می‌شود و پس از ورود به خط نیز بنا به کیفیتی که درون قالب‌ها دارد، تحت آزمایش و کنترل کیفی قرار می‌گیرند. در این بخش از کارخانه سطح خارجی قالب‌ها برداشته می‌شود تا یک سطح هموار و مشخصی از تمام قالب‌ها نمایان گردد در این قسمت دیوارهای جانبی قالب‌ها جدا و از واگن‌ها جدا می‌شوند و آنگاه به بخش برش انتقال می‌یابند. در این بخش پس از دیواره برداری از قالب‌ها، ابتدا برش‌های عرضی به قالب‌ها داده می‌شود و آنگاه با دستگاه‌های برش و با دقت و توجه خاص کارکنان و متخصصان کارخانه برش‌های طولی قالب‌ها انجام خواهد شد. اندازه برش‌های طولی و عرضی قالب‌ها بسته به تقاضای مصرف‌کنندگان و بازار مصرف آن دارد که قابل تنظیم و تغییر خواهد بود.
پس از مرحله برش، قالب‌ها بر روی واگن‌های مخصوصی قرار می‌گیرند تا به بخش بلوکی که مرحله پخت قالب هاست انتقال یابد. قالب‌های محصول در مرحله پخت وارد اتو کلاوها می‌شوند و در حرارت ۲۰۰ درجه سانتی گراد و با فشار ۱۲ اتمسفر پخته و عمل آوری می‌گردد. قالب‌ها در اتوکلاوها و پخت کامل به بخش بارانداز محصولات آماده تحویل انتقال می‌یابند تا به تدریج به بازار مصرف عرضه شود.

## مزایا

### مزایای فنی

#### مقاومت در برابر حشرات و آفات
عدم وجود فضای خالی و ساختار غیر آلی و معدنی بلوک هبلکس باعث پیگیری از ورود حشرات و جانوران به ساختمان شده و سازه را عاری از آفات و حشرات و ایمن می‌نماید.

#### مقاومت در برابر آتش
به جهت ساختار سلولی و حبابی شکل، بلوک هبلکس قابل اشتعال نبوده و می‌تواند به مدت ۵ الی ۶ ساعت در دمای ۱۵۰۰ درجه سانتی گراد مقاومت نماید.

#### مقاومت در برابر رطوبت
بلوک سبک اتوکلاو شده دارای ساختار میکروسکوپی سلولی از منافذ هوادهی می‌باشد. این ویژگی آن را در برابر نفوذ آب مقاوم نموده و در صورت وجود آب در بستر سطحی بلوک آن را به سرعت به محیط خود پس می‌دهد.

#### مقاومت در برابر زلزله
وزن سبک بلوک هبلکس به جهت ساختار متخلخل آن باعث می‌شود حداقل لزرش ساختمان را جذب و انتقال دهد. این ویژگی مقاومت زیادی به این محصول در برابر زلزله داده و آن را در برابر لرزش‌های قوی مقاوم می‌سازد.

#### عایق صوت و اشعه
بلوک AAC دارای حباب‌های هوای غیرمتصل بوده و به عنوان عایق صوت (امواج صوتی را تا میزان 50 db به خود جذب می‌نماید) و عایق اشعه عمل می‌نماید.

#### کارپذیری و انعطاف‌پذیری بالا
این بلوک را می‌توان به راحتی اره کشی، سوراخکاری، میخ کوبی و شیارزنی نمود که این امر سرعت ساخت را به‌طور قابل توجهی بالا برده و هزینه و ضایعات ساختمان و هزینه ساخت را کاهش خواهد داد

#### کاهش وزن ساختمان
سبکی بلوک هبلکس بار مرده ساختمان را کاهش می‌دهد. همچنین استفاده از این بلوک میزان ۲۰ الی ۳۰ درصد میلگرد در این سازه کمتر مصرف خواهد شد. سطح مسطح آن نیز استفاده از گچ و ملات را به حداقل رسانده که صرفه جویی هزینه‌های ساخت را در برخواهد داشت.

#### عایق حرارت
به جهت عایق حرارت بودن این بلوک‌ها، دمای داخلی ساختمان نسبت به دمای بیرونی حفظ شده و متناسب با آن هزینه‌های تأسیساتی (حرارتی و برودتی) تا حدود ۳۰٪ کاهش می‌یابد. از این رو به منظور رعایت مبحث ۱۹ مقررات ملی ساختمان، استفاده از بلوک هبلکس توصیه می‌شود.

### مزایای اجرایی
با توجه به ابعاد و سبکی و راحتی نصب بلوک‌های AAC در همه ضخامت‌ها، سرعت اجرا نسبت به سایر مصالح به ۳ برابر بالغ می‌گردد.

### مزایای اقتصادی
پروژه‌های ساختمانی با استفاده از بلوک‌های AAC با در نظر گرفتن سرعت اجرا، به دستمزد کمتری احتیاج و همچنین استفاده از AAC به سبب مصرف ملات کمتر و نیز کاهش بارهای وارده به سازه به دلیل وزن کم دیوارها که موجب کاهش ابعاد سازه می‌شود، صرفه جویی قابل ملاحظه‌ای را در هزینه مصالح مصرفی موجب می‌گردد.
همچنین این مصالح با وجود تخلخل‌هایی از حباب‌های ریز شرایط مناسبی به منظور جلوگیری از هدر رفت انرژی ساختمان داشته باشد و به عبارت دیگر می‌تواند عایق هوشمند صوت و حرارت باشد.
به علاوه در مقایسه میان مصالح سنتی و AAC اقلام زیر نیز قابل توجه می‌باشد:
سرعت زیاد دیوارچینی با بلوک AAC، سرعت زیاد کارهای تأسیساتی، کاهش مقاطع ساختمانی به هنگام محاسبه و صرفه جویی قابل ملاحظه در سازه‌های فلزی و بتنی. به علاوه استفاده از AAC موجب صرفه جویی چشمگیری در انرژی برای سرمایش و گرمایش ساختمان بعد از احداث می‌شود. همچنین ضایعات کلاً به عنوان پوکه مورد استفاده قرار می‌گیرد درحالی‌که ضایعات زیاد آجر عملاً بلا استفاده می‌ماند.

### مزایا کلی
- سازگاری با محیط زیست: بلوک هبلکس با محیط زیست سازگار است و می‌توان پوکه‌های آن را در مصارف کشاورزی مورد استفاده قرار داد. همچنین بلوک AAC در برابر آتش از خود گازهای سمی منتشر نخواهد کرد.[۴]
- مقاوم در برابر بارهای ناشی از باد و طوفان‌های شدید و زلزله[۶]

### معایب
یکی از مهم‌ترین عیوب بتن هبلکس این است که نمی‌توان از آن به عنوان اجزا باربر از دیوارهای هبلکس استفاده کرد و برای باربر کردن این دیوارها باید ضخامت دیوارها را بیشتر کرد که این امر مقرون به صرف نیست.

## دستورالعمل‌ها
- بتن هوادار اتوکلاوشده (AAC) همگونی کامل با انواع ملات (ماسه، سیمان، گچ، خاک) را دارد.
- ملات مصرفی از آب کافی برخوردار باشد.
- پس از اجرای کامل دیوارها جهت اجرای صحیح گچ باید سطح دیوارها آب پاشی شود و فاصله بین مرطوب کردن دیوارها و انجام عملیات مورد نظر از یک ساعت تجاوز کند.
- به دلیل خواص مکانیکی و ترموفیزیکی متفاوت مصالح ساختمانی از بکار بردن هم‌زمان بلوک سیپورکس با سایر مصالح ساختمانی مانند آجر، بلوک سفالی، بلوک سیمانی در دیوارها خودداری شود.
- جهت برش قطعات می‌توان از وسایلی مانند تیشه و اره چوب بری، شیارزن استفاده نمود.
- به منظور نصب وسایل بر روی دیوار (قاب عکس، تابلو) می‌توان از پیچ و رول پلاک استفاده نمود.
- به منظور نصب تأسیسات مکانیکی و الکترونیکی به راحتی توسط یک دستگاه برش (فرز) می‌توان مسیر عبور را در داخل بلوک‌ها تعبیه نمود.

مقاومت حرارتی عالی AAC نقشی بزرگ را برای حفاظت محیط توسط کاهش ظرفیت نیاز به هوای گرم یا خنک در ساختمان‌ها برعهده دارد. به اضافه اینکه قابلیت استفاده راحت از این محصول، برش درست آن را باعث می‌شود که این تولید ضایعات سخت در حین مصرف را به حداقل می‌رساند.
برخلاف دیگر مواد ساختمانی AAC می‌تواند نیاز به استفاده از عوامل ایزولاسیون در ساختمان را که باعث افزایش تأثیر بر محیط و قیمت محصول می‌شود را منتفی نماید. شن کوارتز، آهک یا سیمان به مثابه عامل پیوندکننده، پودر آلومینیوم به نسبت ۵ درصد (با توجه به دانسیته از قبل طراحی شده) و آب زمانی که مخلوط شده و در قالب‌ها ریخته می‌شوند باعث پیدایش واکنش‌های متعدد شیمیایی می‌شوند که وزن سبک و خواص حرارتی AAC را تأمین می‌کنند. پودر آلومینیوم با هیدروکسید کلسیم و آب وارد واکنش شده و هیدروژن تولید می‌کند. گاز هیدروژن مخلوط خام را تا دو برابر حجم فوم می‌نماید (توسط حباب‌های گازی باقطر حدود یک‌هشتم اینچ) در پایان عملیات فرمینگ هیدروژن به اتمسفر گریخته و توسط هوا جایگزین می‌شود. زمانی که فوم‌ها از مواد جدا می‌شوند محصول جامد ولی هنوز نرم است که به‌شکل پنل و بلوک بریده شده و برای مدت ۱۲ساعت در اتاقک اتوکلاو قرار داده می‌شود.
در شرایط فشار بخار، پروسه سخت شدن تا زمانی که درجه حرارت به ۱۸۰°C و فشار به ۱۲ bar می‌رسد ادامه می‌یابد. دانه‌های کوارتز با هیدوکسید کلسیم واکنش داده و کلسیم سیلیکوهیدرات تولید می‌نماید که این عاملی است که مقاومت بالا و خواص مشهود AAC را به وجود می‌آورد.
کار کردن با بتن سبک بسیار آسان است مثلاً به راحتی می‌توان آن را اره نموده یا میخ در آن کوبیده شود یا جای پریز یا کانال عبور سیم برق و لوله آن در آن به وجود آورد. علاوه بر این بتن سبک در مقابل آتش بسیار مقاوم است و کلیه شرایط سلامت محیط زیست را دارا می‌باشد. کار کردن با این نوع بتن‌های سبک نیاز به تخصص خاصی ندارد. با توجه به ابعاد و سهولت کار، سرعت اجرا نیز نسبت به آجر و سفال تا ۲ الی ۳ برابر افزایش می‌یابد.

## ملات مورد نیاز

### ملات ماسه و سیمان
با توجه به اینکه بلوک‌های AAC از نوع بتن سبک می‌باشد و همگونی کاملی با ملات ماسه و سیمان دارد می‌توان نسبت ترکیب را ۵ یا ۶ به یک تبدیل و در مصرف سیمان صرفه جویی بیشتری نمود. در مواردی‌که عایق بندی‌های مورد اجرا با آب و رطوبت سر و کاری نداشته باشد (مثل دیوار اتاق خواب...) می‌توان از ملات گچ و خاک (به لحاظ صرفه حویی اقتصادی) نیز استفاده نمود.

### چسب بلوک
چسب مخصوص بلوک هوادار اتوکلاو شده باعث افزایش سرعت اجرا و کاهش پل حرارتی ملات ماسه سیمان می‌گردد.

## جذب آب
با توجه به متخلخل بودن بلوک‌های AAC، نم و رطوبت توسط این بلوک‌ها منتقل نمی‌شود. در حالی که این بلوک‌ها نم و رطوبت را منتقل نمی‌کنند و در سطح بلوک آب کمتری را نسبت به مصالح مشابه جذب می‌کنند.
اجرای تأسیسات و نماسازی (اعم از لوله، کابینت، سنگ، سرامیک) به راحتی بر روی این‌گونه بتن قابل اجرا می‌باشد.
از سال ۱۹۸۰ توسعه‌ای جهانی در مصرف AAC و احداث کارخانجات جدید در آمریکا، اروپای شرقی، چین، بحرین، روسیه، هند و استرالیا به وجود آمد. این محصول به‌طور روزافزونی توسط تولیدکنندگان، معماران و سازندگان خانه استفاده می‌شود.